# 熊本市立花園小学校
熊本市立花園小学校（くまもとしりつ はなぞのしょうがっこう）は、熊本県熊本市西区花園六丁目にある公立小学校。

## 沿革
- 1878年（明治11年） - 牧崎学校と井芹学校が合併し花園学校設立
- 1911年（明治44年） - 花園小学校、柿原小学校が合併し花園尋常小学校に改称
- 1919年（大正8年） - 花園尋常高等小学校に改称
- 1921年（大正10年） - 熊本市立花園尋常高等小学校に改称
- 1941年（昭和16年） - 熊本市立花園国民学校に改称
- 1947年（昭和22年） - 熊本市立花園小学校に改称

## クラブ活動

### 文化部
- 器楽部
  - 昭和59年10月 - 熊本県小学校器楽コンクール金賞受賞

## 学校周辺
- 熊本都市バス　花園柿原線 壺1系統 花園校前バス停 <桜町BT～柿原公民館行(市役所・本妙寺経由)／柿原公民館～桜町BT行(花園経由)>
- 西区役所 花園総合出張所

## 著名な卒業生
- 森高千里（歌手）
- 田邊駿一/BLUE ENCOUNT（ミュージシャン）
- 田尻康晴（元プロサッカー選手）
- 庭木櫻子 (アナウンサー)